# ایستگاه راه‌آهن پکن جنوبی
ایستگاه راه‌آهن پکن جنوبی (انگلیسی: Beijing South railway station) بزرگترین ایستگاه راه‌آهن در شهر پکن، چین است.
این ایستگاه که در سال ۲۰۰۸ تأسیس شده به قطار تندرو پکن–شانگهای، راه‌آهن بین‌شهری پکن–تیانجین و خط راه‌آهن پکن–شانگهای متصل است.

## نگارخانه

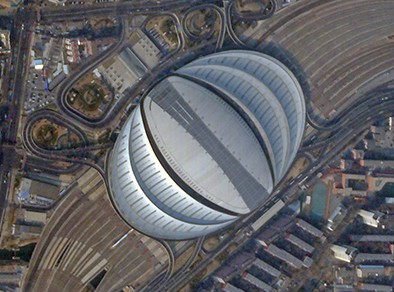
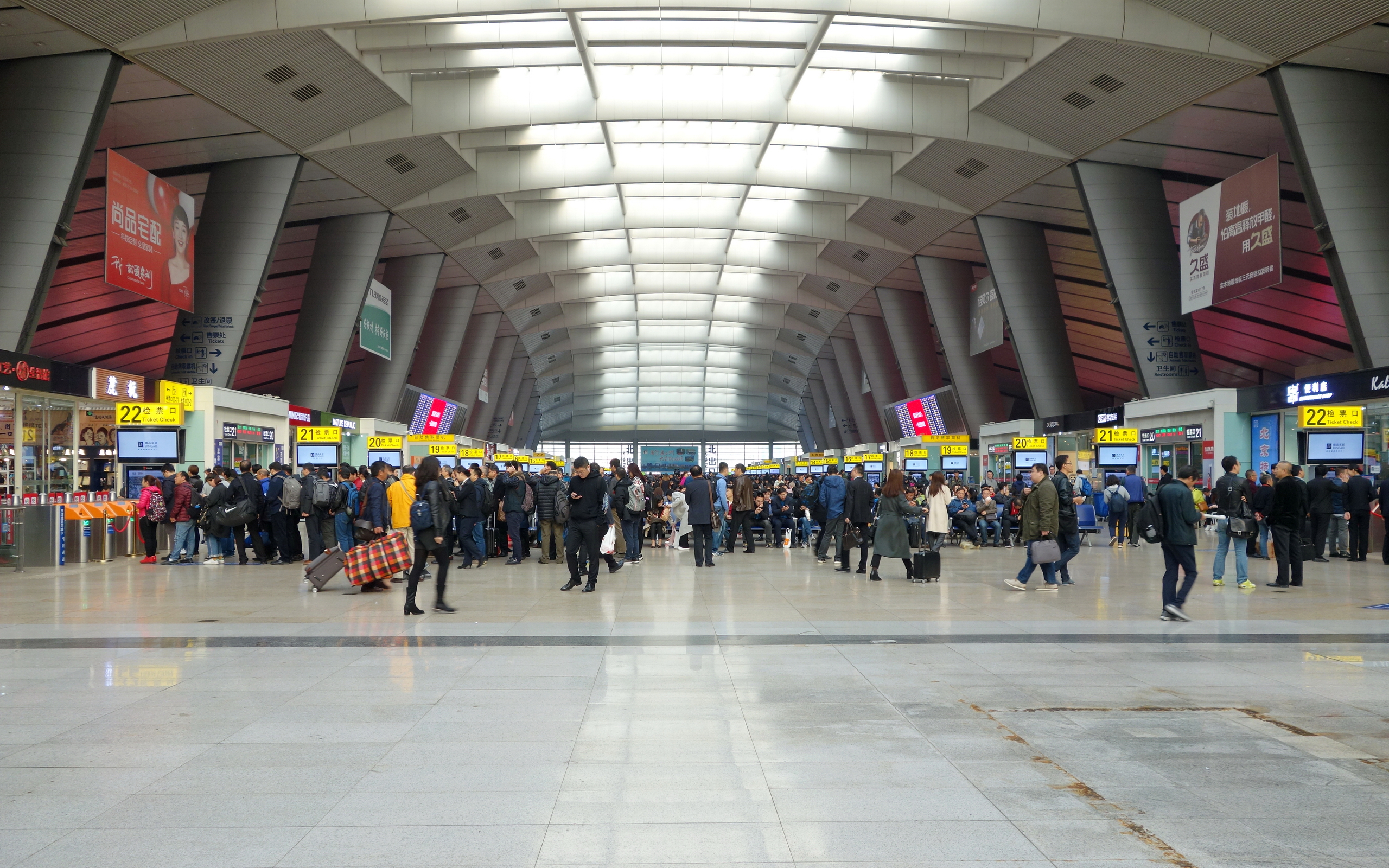
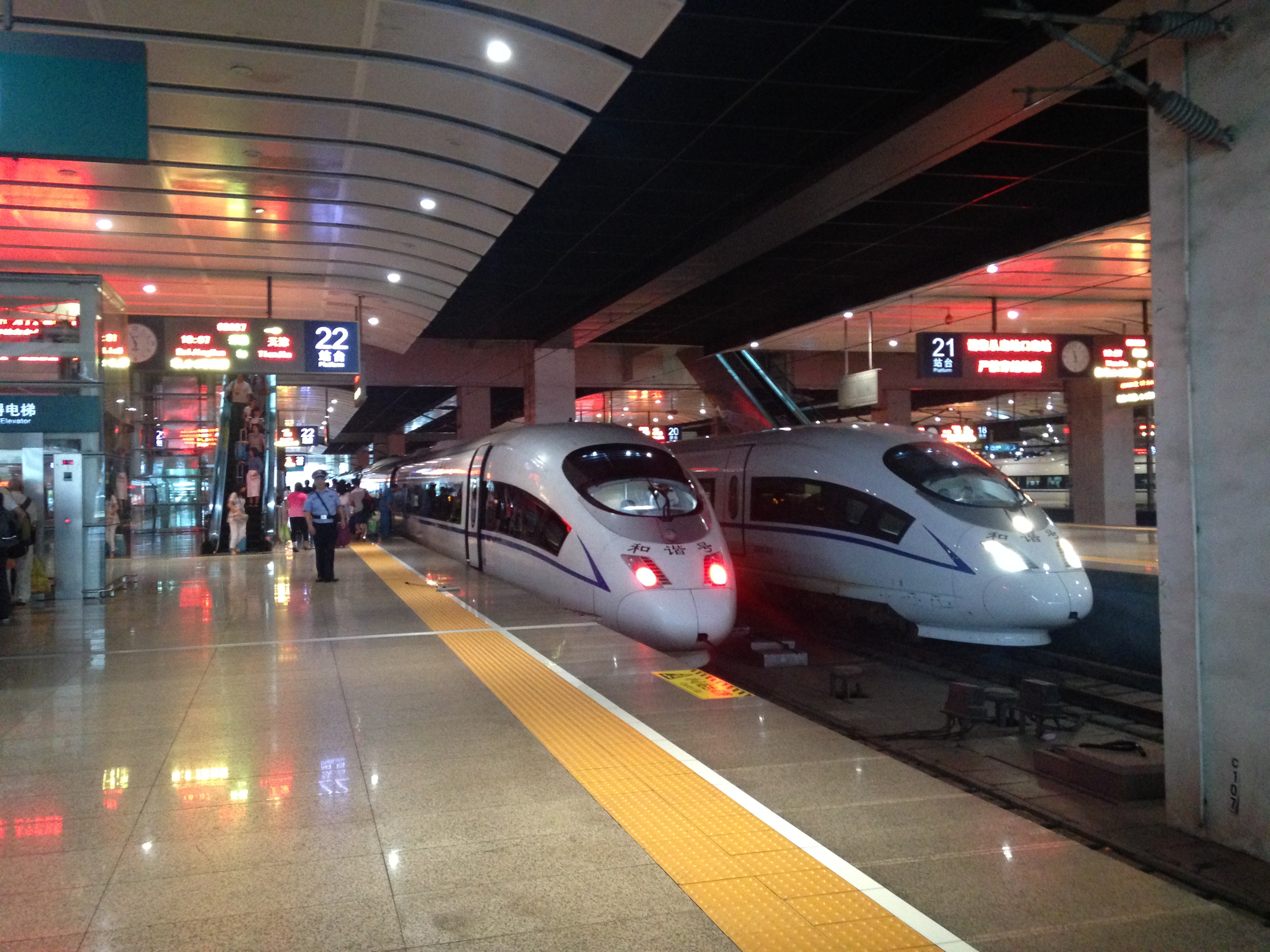
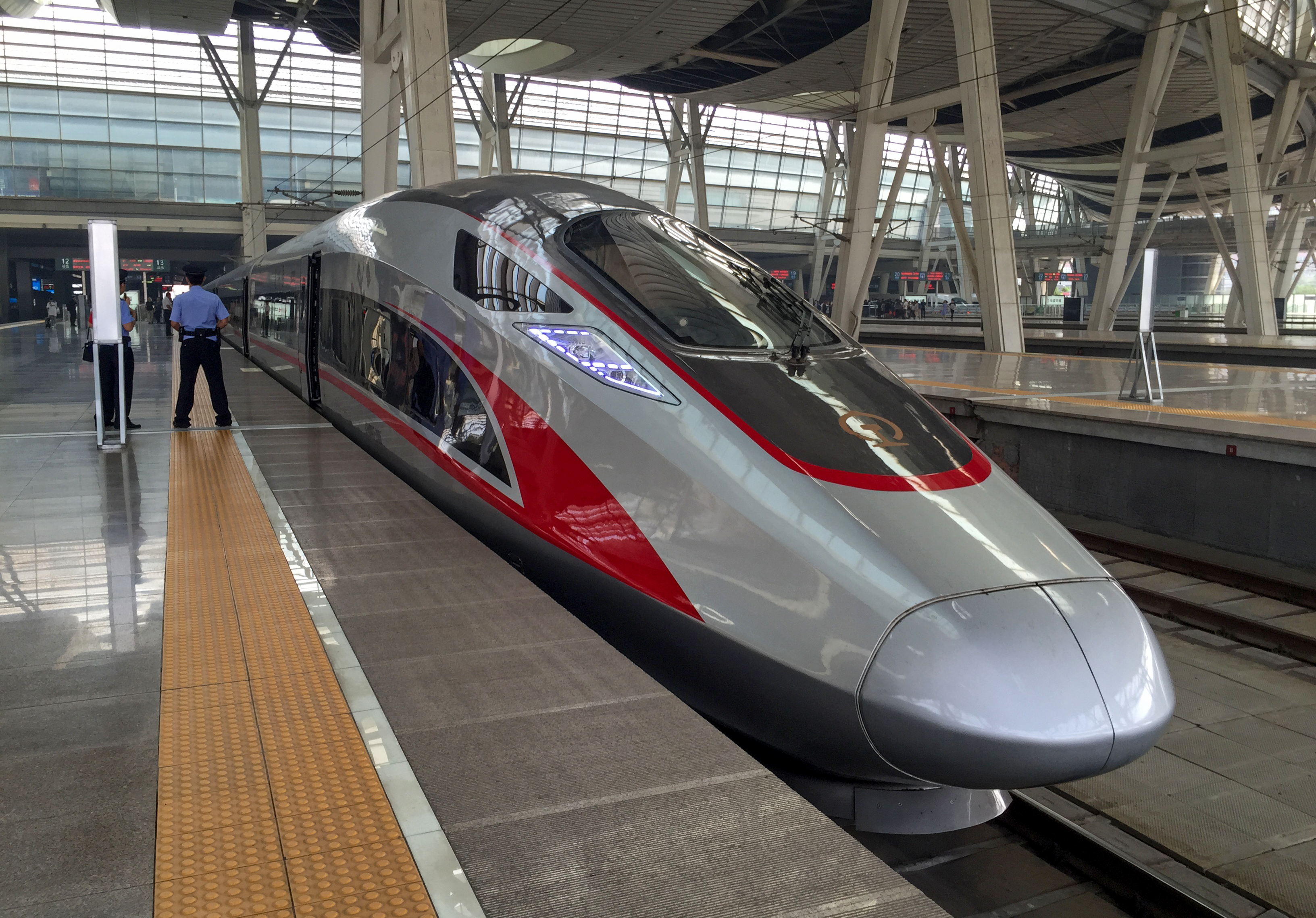